# Peter Weller
Peter Weller (Stevens Point, 1947. június 24. –) amerikai színpadi és filmszínész, valamint Oscar-díjra jelölt filmrendező.
Leginkább a címszereplő megformálásáról ismert a Robotzsaru (1987) és a Robotzsaru 2. (1990) című sci-fi akciófilmekben. Feltűnt továbbá a Buckaroo Banzai, avagy nyomul a nyolcadik dimenzió (1984), a Meztelen ebéd (1991), A legeslegújabb kor (1994), a Hatalmas Aphrodité (1995) és  a Sötétségben – Star Trek (2013) című filmekben. 1993-ban a Partners című televíziós rövidfilm elkészítéséért jelölték Oscar-díjra.
2005 és 2007 között az Egy birodalom felépítése című History-dokumentumsorozat műsorvezetője volt. Játszott a 24, a Dexter és a Kemény motorosok epizódjaiban. Rendezőként számos népszerű sorozat epizódjainak elkészítésében közreműködött.

## Filmográfia

### Film
| Év        | Magyar cím                                         | Eredeti cím                                                | Szerep                            | Magyar hang          |
| --------- | -------------------------------------------------- | ---------------------------------------------------------- | --------------------------------- | -------------------- |
| 1979      | Butch és Sundance – A korai idők                   | Butch and Sundance: The Early Days                         | Joe LeFors                        | Dunai Tamás          |
| 1980      | Amit szemed, szád kíván                            | Just Tell Me What You Want                                 | Steven Routledge                  |                      |
| 1982      | Válás előtt                                        | Shoot the Moon                                             | Frank Henderson                   | Rátóti Zoltán        |
| 1983      | Hívatlan látogató                                  | Of Unknown Origin                                          | Bart Hughes                       |                      |
| 1984      | Buckaroo Banzai, avagy nyomul a nyolcadik dimenzió | The Adventures of Buckaroo Banzai Across the 8th Dimension | Buckaroo Banzai                   | Kautzky Armand       |
| 1984      | Buckaroo Banzai, avagy nyomul a nyolcadik dimenzió | The Adventures of Buckaroo Banzai Across the 8th Dimension | Buckaroo Banzai                   | Vári Attila          |
| 1984      |                                                    | Firstborn                                                  | Sam                               |                      |
| 1986      | Gyilkos viszony                                    | A Killing Affair                                           | Baston Morris                     |                      |
| 1987      | Robotzsaru                                         | RoboCop                                                    | Alex Murphy / Robotzsaru          | Balkay Géza          |
| 1987      | Robotzsaru                                         | RoboCop                                                    | Alex Murphy / Robotzsaru          | Weil Róbert          |
| 1987      | Robotzsaru                                         | RoboCop                                                    | Alex Murphy / Robotzsaru          | Forgács Péter        |
| 1988      | Az alagút                                          | El túnel                                                   | Juan Pablo Castel                 | Schnell Ádám         |
| 1988      |                                                    | Shakedown                                                  | Roland Dalton                     |                      |
| 1989      |                                                    | Leviathan                                                  | Steven Beck                       |                      |
| 1989      | Macskafogó kommandó                                | Cat Chaser                                                 | George Moran                      | Szabó Sipos Barnabás |
| 1990      | Robotzsaru 2.                                      | RoboCop 2                                                  | Alex Murphy / Robotzsaru          | Gáti Oszkár          |
| 1991      | Meztelen ebéd                                      | Naked Lunch                                                | William "Bill" Lee                | Ujréti László        |
| 1992      | Fifti-fifti                                        | Fifty/Fifty                                                | Jake Wyer                         | Hegedűs D. Géza      |
| 1992      | Fifti-fifti                                        | Fifty/Fifty                                                | Jake Wyer                         | Forgács Péter        |
| 1993      |                                                    | Sunset Grill                                               | Ryder Hart                        |                      |
| 1994      | A legeslegújabb kor                                | The New Age                                                | Peter Witner                      |                      |
| 1995      | Túl a felhőkön                                     | Al di là delle nuvole                                      | férj                              |                      |
| 1995      | Az elhagyott bolygó                                | Screamers                                                  | Joseph A. Hendricksson parancsnok | Forgács Péter        |
| 1995      | Hatalmas Aphrodité                                 | Mighty Aphrodite                                           | Jerry Bender                      | Orosz István         |
| 1995      | Csalétek                                           | Decoy                                                      | Baxter                            | Csankó Zoltán        |
| 1998      | Fönn a csúcson                                     | Top of the World                                           | Ray Mercer                        | Barbinek Péter       |
| 1999      | Követségi hadszíntér                               | Diplomatic Siege                                           | Steve Mitchell                    | Selmeczi Roland      |
| 1999      | Követségi hadszíntér                               | Diplomatic Siege                                           | Steve Mitchell                    | Rosta Sándor         |
| 2000      | Sötét órák                                         | Shadow Hours                                               | Stuart Chappell                   |                      |
| 2000      |                                                    | Falling Through                                            | Lou                               |                      |
| 2000      | Vírusbosszú                                        | Contaminated Man                                           | Joseph Müller                     | Reviczky Gábor       |
| 2000      |                                                    | Ivans Xtc                                                  | Don West                          |                      |
| 2001      | Veszélyes gyémántok                                | Styx                                                       | Nelson                            | Dunai Tamás          |
| 2003      | A bűn rendje                                       | The Order                                                  | Driscoll                          | Barbinek Péter       |
| 2005      |                                                    | Man of God                                                 | Rabbi                             |                      |
| 2005      | Felfedezetlenül                                    | Undiscovered                                               | Wick Treadway                     |                      |
| 2006      | Látszólag könnyű                                   | The Hard Easy                                              | Ed Koster                         |                      |
| 2007      | Vérszomj                                           | Prey                                                       | Tom Newman                        | Horányi László       |
| 2010      |                                                    | Once Fallen                                                | Eddie                             |                      |
| 2011      | Bunyó mindhalálig                                  | Forced to Fight                                            | Danny 'Danny G.'                  | Forgács Gábor        |
| 2012      | A sárkány szeme                                    | Dragon Eyes                                                | Victor 'Mr. V' Swann rendőrfőnök  | Koncz István         |
| 2012–2013 | Batman: A sötét lovag visszatér                    | Batman: The Dark Knight Returns                            | Bruce Wayne / Batman (hangja)     | Kőszegi Ákos         |
| 2013      |                                                    | Repentance                                                 | Meyer                             |                      |
| 2013      | Star Trek – Sötétségben                            | Star Trek Into Darkness                                    | Alexander Marcus                  | Jakab Csaba          |
| 2015      | Skalpvadászat                                      | Skin Trade                                                 | Costello százados                 | Törköly Levente      |
| 2017      |                                                    | Yamasong: March of the Hollows                             | Brujt                             |                      |
| 2022      |                                                    | In Search of Tomorrow (dokumentumfilm)                     | önmaga                            |                      |

### Televízió

#### Tévéfilm
| Év   | Magyar cím                    | Eredeti cím                            | Szerep                         | Magyar hang    |
| ---- | ----------------------------- | -------------------------------------- | ------------------------------ | -------------- |
| 1973 |                               | The Man Without a Country              | Fellows hadnagy                |                |
| 1975 |                               | The Silence                            | 'Red' Sash                     |                |
| 1983 |                               | Kentucky Woman                         | Deke Cullover                  |                |
| 1983 | Kétféle szeretet              | Two Kinds of Love                      | Joe Farley                     | Kovács István  |
| 1986 | Bocsássatok meg mindenért!    | Apology                                | Rad Hungate                    | Mácsai Pál     |
| 1990 |                               | Women & Men: Stories of Seduction      | Hobie                          |                |
| 1990 | Gyilkosság a Rainbow Drive-on | Rainbow Drive                          | Mike Gallagher                 | Borbély László |
| 1990 | Gyilkosság a Rainbow Drive-on | Rainbow Drive                          | Mike Gallagher                 | Kőszegi Ákos   |
| 1991 | Nagymenő balek                | Road to Ruin                           | Jack Sloan                     | Bor Zoltán     |
| 1994 |                               | Partners                               | Doktor                         |                |
| 1994 |                               | The Substitute Wife                    | Martin Hightower               |                |
| 1994 |                               | Lakota Woman: Siege at Wounded Knee    | ismeretlen szerep              |                |
| 1995 |                               | Present Tense, Past Perfect            | Charles                        |                |
| 1997 |                               | End of Summer                          | Theo Remmington                |                |
| 1997 |                               | Gold Coast                             | filmrendező és vezető producer |                |
| 2000 | A sivatag kincse              | Il segreto del Sahara                  | John Shannon                   | Barbinek Péter |
| 2000 |                               | Dark Prince: The True Story of Dracula | Stefan atya                    |                |
| 2005 | A Poszeidon katasztrófa       | The Poseidon Adventure                 | Paul Gallico kapitány          | Imre István    |

#### Sorozat
| Év        | Magyar cím                        | Eredeti cím                                 | Szerep                        | Megjegyzések                                         |
| --------- | --------------------------------- | ------------------------------------------- | ----------------------------- | ---------------------------------------------------- |
| 1977      |                                   | Lou Grant                                   | Donald Stryker                | 1 epizód                                             |
| 1995–1996 | Gyilkos utcák                     | Homicide: Life on the Street                | nem szerepel                  | rendező (1 epizód)                                   |
| 1997      |                                   | Michael Hayes                               | nem szerepel                  | rendező (1 epizód)                                   |
| 2002–2003 |                                   | Odyssey 5                                   | Chuck Taggart                 | - szereplő (19 epizód) - rendező (3 epizód)          |
| 2005      | Star Trek: Enterprise             | Star Trek: Enterprise                       | John Frederick Paxton         | 2 epizód                                             |
| 2005–2007 | Egy birodalom felépítése          | Engineering an Empire                       | házigazda                     | 14 epizód                                            |
| 2006      | Monk – A flúgos nyomozó           | Monk                                        | Stottlemeyert alakító színész | - rendező (1 epizód) - színész (1 epizód)            |
| 2006      | 24                                | 24                                          | Christopher Henderson         | 11 epizód                                            |
| 2007      | Las Vegas                         | Las Vegas                                   | nem szerepel                  | rendező (1 epizód)                                   |
| 2010      | A rejtély                         | Fringe                                      | Alistair Peck                 | 1 epizód                                             |
| 2010      | Psych – Dilis detektívek          | Psych                                       | Mr. Yin                       | 1 epizód                                             |
| 2010      | Dexter                            | Dexter                                      | Stan Liddy                    | 8 epizód                                             |
| 2012      | Doktor House                      | House                                       | Dr. Penza                     | rendező és szereplő (1 epizód)                       |
| 2012      | Maffiadoktor                      | The Mob Doctor                              | nem szerepel                  | rendező (1 epizód)                                   |
| 2012–2017 |                                   | Longmire                                    | Lucian Connally               | rendező és szereplő (4 epizód)                       |
| 2013–2018 | Hawaii Five-0                     | Hawaii Five-0                               | Curt Stoner                   | - színész (1 epizód) - rendező (15 epizód)           |
| 2013–2014 | Kemény motorosok                  | Sons of Anarchy                             | Charlie Barosky               | 10 epizód                                            |
| 2014      | The Strain – A kór                | The Strain                                  | nem szerepel                  | rendező (3 epizód)                                   |
| 2014–2015 | A búra alatt                      | Under the Dome                              | nem szerepel                  | rendező (2 epizód)                                   |
| 2015      | Az Álmosvölgy legendája           | Sleepy Hollow                               | nem szerepel                  | rendező (1 epizód)                                   |
| 2015–2016 | Tyrant – A vér kötelez            | Tyrant                                      | nem szerepel                  | rendező (3 epizód)                                   |
| 2015–2016 |                                   | Salem                                       | nem szerepel                  | rendező (2 epizód)                                   |
| 2015–2018 | Az utolsó remény                  | The Last Ship                               | Dr. Paul Vellek               | - visszatérő szereplő (4. évad) - rendező (8 epizód) |
| 2016      | Csúcsformában                     | Rush Hour                                   | nem szerepel                  | rendező (1 epizód)                                   |
| 2016      |                                   | Outsiders                                   | nem szerepel                  | rendező (1 epizód)                                   |
| 2016      | A múlt fogságában                 | Game of Silence                             | nem szerepel                  | rendező (1 epizód)                                   |
| 2017      | Piszkos zsaruk                    | Shades of Blue                              | nem szerepel                  | rendező (2 epizód)                                   |
| 2018      |                                   | Forever                                     | utazó                         | 2 epizód                                             |
| 2018      | Mr. Mercedes                      | Mr. Mercedes                                | nem szerepel                  | rendező (1 epizód)                                   |
| 2018–2019 | Mayans M.C.                       | Mayans M.C.                                 | nem szerepel                  | rendező (2 epizód)                                   |
| 2018–2021 | MacGyver                          | MacGyver                                    | Elliot Mason                  | - színész (3 epizód) - rendező (3 epizód)            |
| 2018–2021 | Magnum                            | Magnum P.I.                                 | nem szerepel                  | rendező (5 epizód)                                   |
| 2020      |                                   | JJ Villard's Fairy Tales                    | Hardcop őrmester (hangja)     | 2 epizód                                             |
| 2022      | Guillermo del Toro: Rémségek tára | Guillermo del Toro's Cabinet of Curiosities | Lionel Lassiter               | - 1 epizód - magyar hangja: - Jakab Csaba            |

### Videójátékok

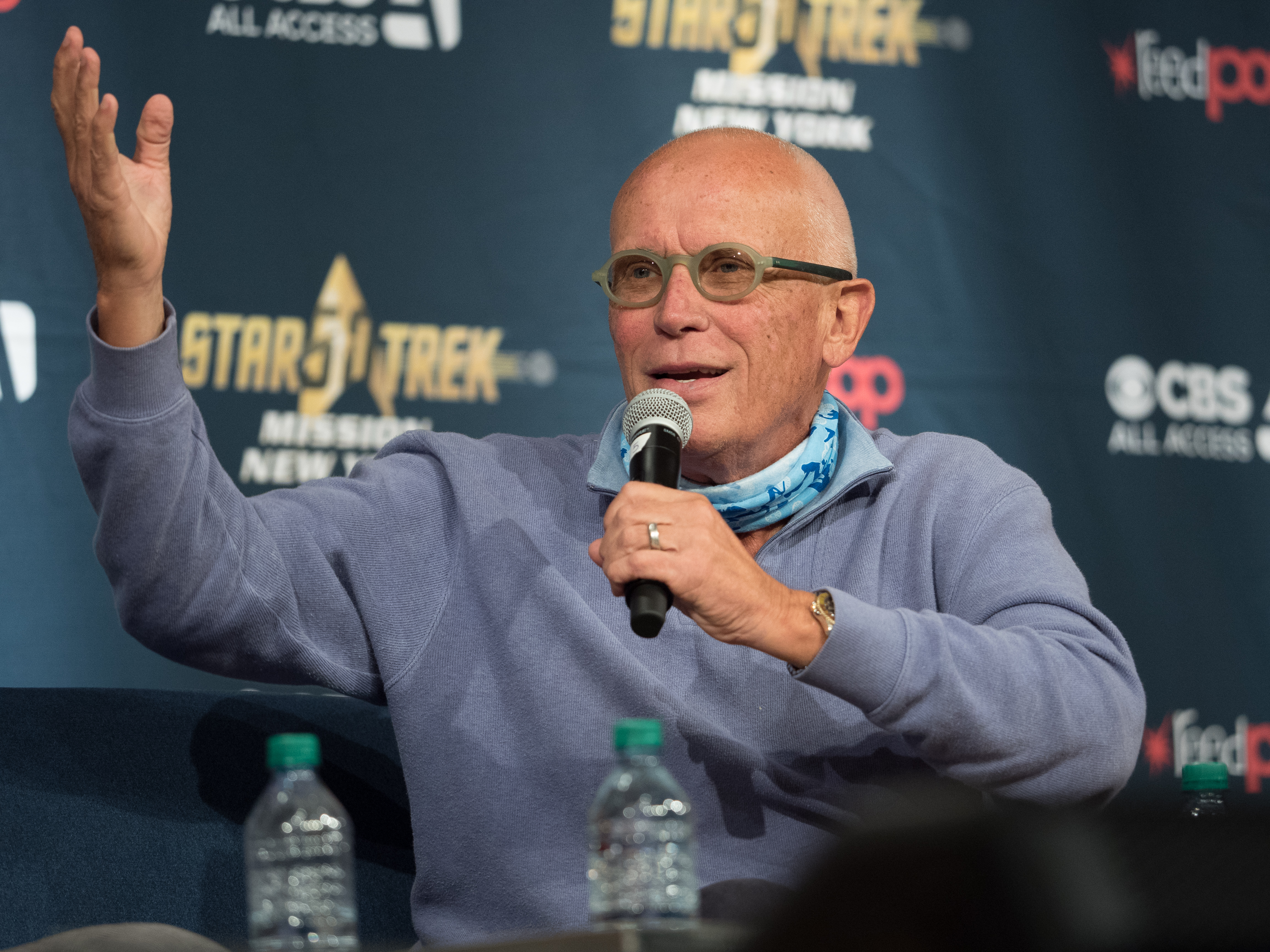
2016-ban

| Év   | Cím                                                        | Szerep            |
| ---- | ---------------------------------------------------------- | ----------------- |
| 2005 | Codename: Panzers – Phase Two                              | Jeffrey S. Wilson |
| 2014 | Family Guy: The Quest for Stuff                            | Robotzsaru        |
| 2016 | Call of Duty: Infinite Warfare ("Know your enemy" trailer) | Caleb Thies       |
| 2017 | Wilson's Heart                                             | Robert Wilson     |
| 2020 | Mortal Kombat 11: Aftermath                                | Robotzsaru        |
| 2023 | RoboCop: Rogue City                                        | Robotzsaru        |

## Fordítás
- Ez a szócikk részben vagy egészben  a   Peter Weller című angol Wikipédia-szócikk fordításán alapul.  Az eredeti cikk szerkesztőit annak laptörténete sorolja fel. Ez a jelzés csupán a megfogalmazás eredetét és a szerzői jogokat jelzi, nem szolgál a cikkben szereplő információk forrásmegjelöléseként.